# Нижній Мирошів
Нижній Мирошів (словац. Nižný Mirošov) — село в Словаччині, Свидницькому окрузі Пряшівського краю. Розташоване в північно-східній частині Словаччини.
Уперше згадується у 1567 році.

## Географія
Протікає річка Мірошовец.

## Пам'ятки
У селі є греко-католицька церква святого Архангела Михаїла з 1926 року та православна церква Вознесіння Господа з 20 століття.

## Населення
| Рік:            | 1994. | 2004.    | 2014.   | 2024.   |
| --------------- | ----- | -------- | ------- | ------- |
| Кількість осіб: | 220   | 257      | 258     | 265     |
| Різниця:        |       | +16,81 % | +0,38 % | +2,71 % |

| Рік:            | 2023. | 2024.   |
| --------------- | ----- | ------- |
| Кількість осіб: | 259   | 265     |
| Різниця:        |       | +2,31 % |

В селі проживає 259 осіб.
Національний склад населення (за даними останнього перепису населення — 2001 року):
- словаки — 67,07 %
- русини — 26,51 %
- українці — 4,82 %
- цигани — 1,61 %

Склад населення за приналежністю до релігії станом на 2001 рік:
- православні — 55,42 %,
- греко-католики — 32,13 %,
- римо-католики — 6,43 %,